# Columna de la Peste (Kutná Hora)

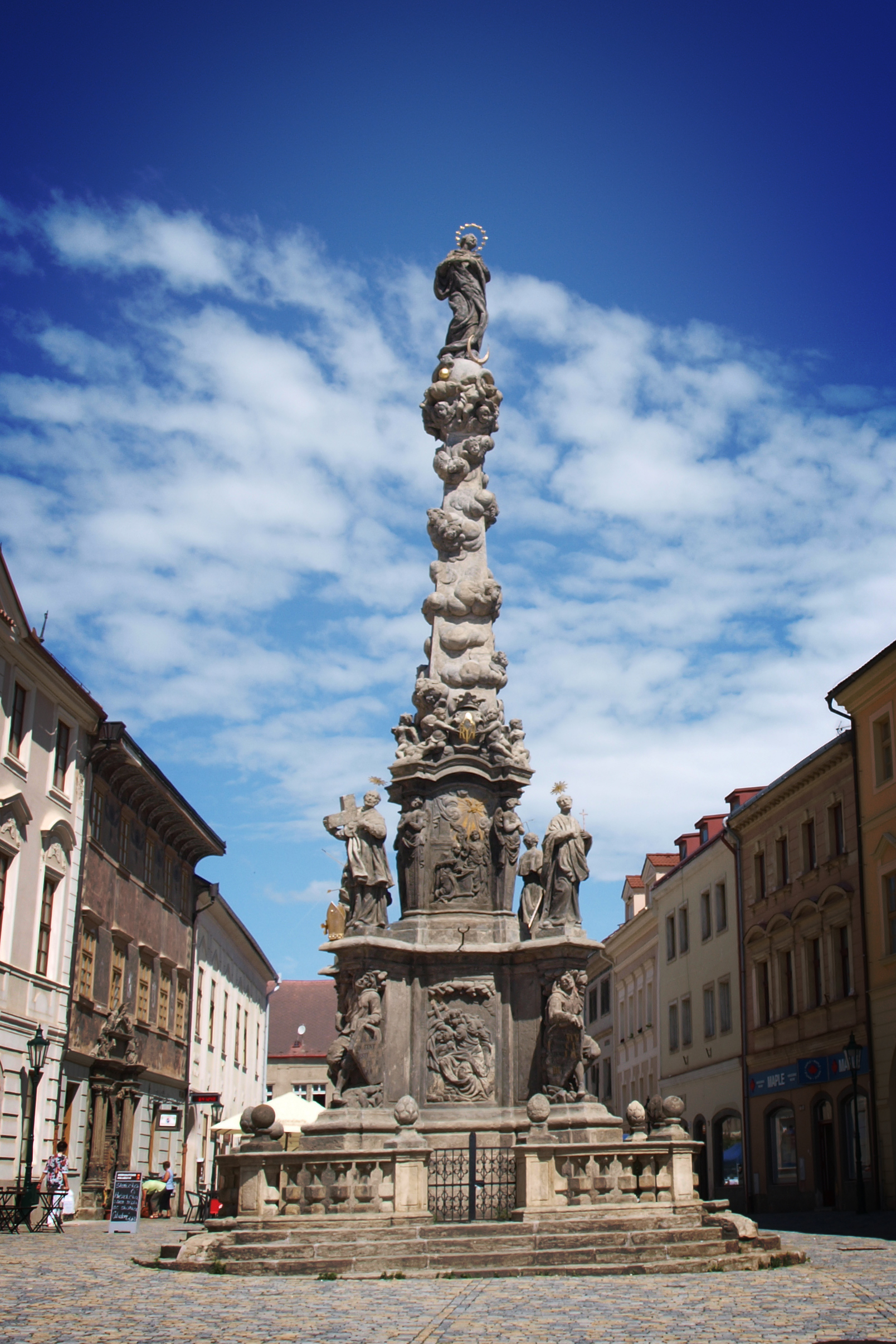
La Columna de la Peste de la Virgen María Inmaculada en Kutná Hora

La Columna de la Peste (Morový sloup), o Columna de la Virgen María Inmaculada, está localizada en la calle Šultysova en Kutná Hora, Bohemia Central, República Checa. Está protegida como un hito histórico.

## Historia
Esta columna de la peste barroca fue construida por el escultor jesuita František Baugut. Se construyó entre 1713 y 1715 como conmemoración de la plaga contemporánea que mató a más de mil personas. Está decorada por la estatua de la Virgen María Inmaculada y los temas laborales típicos de Kutná Hora (relieve de mineros).